# 20e étape du Tour d'Espagne 2010
La 20e étape du Tour d'Espagne 2010 s'est déroulée le samedi 18 septembre 2010 entre San Martín de Valdeiglesias et la Bola del Mundo, sur 168,8 km. Elle a été remportée par le coureur espagnol Ezequiel Mosquera, de l'équipe Xacobeo Galicia.

## Classement de l'étape
|    | Coureur             | Pays       | Équipe            |    | Temps           |
| -- | ------------------- | ---------- | ----------------- | -- | --------------- |
| 1  | Ezequiel Mosquera   | Espagne    | Xacobeo Galicia   | en | 4 h 45 min 28 s |
| 2  | Vincenzo Nibali     | Italie     | Liquigas-Doimo    | +  | 1 s             |
| 3  | Joaquim Rodríguez   | Espagne    | Katusha           |    | 23 s            |
| 4  | Fränk Schleck       | Luxembourg | Saxo Bank         |    | 35 s            |
| 5  | Xavier Tondo        | Espagne    | Cervélo TestTeam  |    | 39 s            |
| 6  | Nicolas Roche       | Irlande    | AG2R La Mondiale  |    | 42 s            |
| 7  | Mikel Nieve         | Espagne    | Euskaltel-Euskadi |    | 50 s            |
| 8  | Peter Velits        | Slovaquie  | HTC-Columbia      |    | 52 s            |
| 9  | Christophe Le Mével | France     | FDJ               |    | 55 s            |
| 10 | Rémy Di Grégorio    | France     | FDJ               |    | 1 min 00 s      |

## Classement général
|    | Coureur           | Pays       | Équipe             |    | Temps            |
| -- | ----------------- | ---------- | ------------------ | -- | ---------------- |
| 1  | Vincenzo Nibali   | Italie     | Liquigas-Doimo     | en | 85 h 16 min 05 s |
| 2  | Ezequiel Mosquera | Espagne    | Xacobeo Galicia    | +  | 41 s             |
| 3  | Peter Velits      | Slovaquie  | HTC-Columbia       |    | 3 min 02 s       |
| 4  | Joaquim Rodríguez | Espagne    | Katusha            |    | 4 min 20 s       |
| 5  | Fränk Schleck     | Luxembourg | Saxo Bank          |    | 4 min 43 s       |
| 6  | Xavier Tondo      | Espagne    | Cervélo TestTeam   |    | 4 min 52 s       |
| 7  | Nicolas Roche     | Irlande    | AG2R La Mondiale   |    | 5 min 03 s       |
| 8  | Carlos Sastre     | Espagne    | Cervélo TestTeam   |    | 6 min 06 s       |
| 9  | Tom Danielson     | États-Unis | Garmin-Transitions |    | 6 min 09 s       |
| 10 | Luis León Sánchez | Espagne    | Caisse d'Épargne   |    | 7 min 35 s       |

## Abandon
- Filippo Pozzato (Team Katusha)